# Dvorska (Suhopolje)
Dvorska falu Horvátországban Verőce-Drávamente megyében. Közigazgatásilag Suhopoljéhoz tartozik.

## Fekvése
Verőce központjától légvonalban 13, közúton 20 km-re délkeletre, községközpontjától légvonalban 8, közúton 10 km-re délre, Nyugat-Szlavóniában, a Bilo-hegység északi völgyében, a Verőcéről Daruvárra menő főút és vasútvonal mentén, a Breznica-patak partján, Rodin Potok és Pivnica között fekszik.

## Története
A közeli pepelanai kőkorszaki lelőhely bizonyítja, hogy Brežnica-patak völgyében már az őskorban éltek emberek. A falu 20. század első felében keletkezett Pčelić déli határrészén, Rodin Potok szomszédságában. Lakosságát 1948-ban számlálták meg először, akkor még 112-en lakták. Később számuk fokozatosan csökkent. 1991-ben 41 főnyi lakosságának 54%-a horvát, 44%-a szerb nemzetiségű volt. 2011-ben a településnek 15 lakosa volt.

## Lakossága
| Lakosság változása | Lakosság változása | Lakosság változása | Lakosság változása | Lakosság változása | Lakosság változása | Lakosság változása | Lakosság változása | Lakosság változása | Lakosság változása | Lakosság változása | Lakosság változása | Lakosság változása | Lakosság változása | Lakosság változása | Lakosság változása |
| ------------------ | ------------------ | ------------------ | ------------------ | ------------------ | ------------------ | ------------------ | ------------------ | ------------------ | ------------------ | ------------------ | ------------------ | ------------------ | ------------------ | ------------------ | ------------------ |
| 1857               | 1869               | 1880               | 1890               | 1900               | 1910               | 1921               | 1931               | 1948               | 1953               | 1961               | 1971               | 1981               | 1991               | 2001               | 2011               |
| 0                  | 0                  | 0                  | 0                  | 0                  | 0                  | 0                  | 0                  | 112                | 110                | 88                 | 68                 | 51                 | 41                 | 29                 | 15                 |

(1948-tól önálló település.)